# Jan Simons (Sänger)
Jan Hugo Simons (* 11. November 1925 in Düsseldorf; † 7. Mai 2006 in Montreal) war ein kanadischer Sänger (Bariton) und Gesangspädagoge deutscher Herkunft.

## Leben
Simons wanderte nach Kanada aus und wurde 1944 kanadischer Staatsbürger. Seine Lehrer waren Emilio de Gorgoza in New York (1950–1953), Emmy Heim und Ernesto Vinci am Royal Conservatory of Music in Toronto (1953–1958) und Yvonne Rodd-Marling in London (1970). Er profilierte sich vor allem als Lied- und Oratoriensänger und trat in seiner Laufbahn mit Begleitern wie Glenn Gould, Gerald Moore, Oscar Peterson, Christopher Plummer und Maynard Ferguson auf.
1955 war er der Solist beim ersten Konzert des Stratford Festival, 1956 sang er den Solopart bei der kanadischen Erstaufführung des Balletts Dark Elegies nach Gustav Mahlers Kindertotenliedern. Mit Elizabeth Benson Guy nahm er ein Konzert für die CBC auf, und 1964 war er (mit dem Montreal Bach Choir) Solist in dem Film Selection from the Christmas Oratorio.
Seit 1957 unterrichtete Simons bei den  Canadian Amateur Musicians-Musiciens amateurs du Canada (CAMMAC), deren Generaldirektor er 1969 wurde. Von 1961 bis 1993 unterrichtete er an der Musikfakultät der McGill University, daneben auch am Marianopolis College (1963–1967) und am Vanier College (1973–1977). Auch nach 1993 leitete er an der McGill University Klassen für Liedgesang und gab privaten Unterricht. Zu seinen Schülern zählen u. a. Ruth Barrie, Marie-Anik Béliveau, Edmund Brownless, Desmond Byrne, Lisette Canton, Gregory Charles, Lyne Fortin, Simon Fournier, Josée Lalonde, Olivier Laquerre, Suzie LeBlanc, Claudine Ledoux, Stephanie Marshall, Michiel Schrey, Daniel Taylor und Matthew White.